# WIG30
WIG30 er et kapitalvægtet aktieindeks over de 30 selskaber med højest markedsværdi på Warsaw Stock Exchange. WIG30-aktieindekset har været udgivet siden 23. september 2013. Det kan højest indeholde 7 selskaber fra hver sektor og hvert selskab kan max. vægtes 10 %. Det har siden 2015 afløst det nu forhenværende WIG20-aktieindeks, der blev oprettet i 1991.